# Acacia woodmaniorum
Acacia woodmaniorum är en ärtväxtart som beskrevs av Bruce R. Maslin och Buscumb. Acacia woodmaniorum ingår i släktet akacior, och familjen ärtväxter. Inga underarter finns listade i Catalogue of Life.